# Emily Willis
Pour les articles homonymes, voir Willis.
Litzy Lara Banulos alias Emily Willis née le 29 décembre 1998 en Argentine, est une actrice pornographique argentino-américaine. Elle commence sa carrière en octobre 2017 à l’âge de 18 ans.

## Biographie

### Jeunesse
Emily Willis a grandi à Saint-George dans l’Utah après y avoir emménagé quand elle avait sept ans. Sa mère ayant épousé un mormon, elle grandit sous les préceptes de ce courant religieux. Après avoir obtenu son diplôme d’étude secondaire, elle part vivre à San Diego où elle a fait du porte-à-porte pour vendre des forfaits satellite pour le compte de DirecTV,,.

## Carrière
Emily Willis a déclaré avoir toujours aimé le sexe. Sachant cela, elle s’est inscrite sur l’application de rencontre Tinder dans le but d’avoir des « aventures d’un soir »,. L’un de ses prétendants lui proposera alors de faire un film porno avec lui et de le publier sur le site GirlsDoPorn.com. Malgré le fait de s’être sentie mal à l’aise après ça, elle racontera être tombé amoureuse du porno :
Je suis tout de suite devenue amoureuse du porno. Après mes deux premières scènes, j'ai décidé que je devais en faire plus. J'étais tellement nerveuse mais tellement excitée, j'ai vraiment apprécié être devant la caméra - Emily Willis
Elle tourne ses deux premières scènes en octobre 2017, mais ne tournera rien jusqu’en février 2018. 
Elle commence à tourner pour le studio Girlsway à partir du mois de juillet 2018. 
Emily Willis commence l’année 2019 en étant élue « Cherry Of The Month » du mois de janvier par le site CherryPimps notamment grâce à une scène hétérosexuelle avec l’acteur Ricky Johnson et à une autre de pornographie lesbienne avec Georgia Jones, toutes deux publiées sur le dit site. Elle est nommée « Girl Of The Month » du mois d’avril 2019 pour le site Girlsway. En mai, elle est nommée Penthouse Pet (plus beau mannequin de charme) du mois. Un peu plus tard dans l’année, elle obtient ses premières nominations aux AVN Awards, XBIZ Awards et XRCO Awards, notamment pour le prix de la meilleure nouvelle starlette,,. Toujours en 2019, Willis est au casting de Teenage Lesbian, film multi-récompensé de Bree Mills avec Kristen Scott en vedette. 
L’année suivante, lors de la 37e cérémonie des AVN Awards, elle remporte le trophée de la meilleure scène d’anal et lors des XBIZ Awards 2020, celui de la meilleure scène de sexe.  
Le 23 janvier 2021, à l’occasion de la 38e cérémonie des AVN Awards, elle remporte neuf prix (sur pas moins de dix-sept nominations), dont la prestigieuse récompense de l’AVN interprète féminine de l’année, puis un peu plus tard celle du XBIZ interprète féminine de l’année, homologue du prix AVN. En octobre, elle signe un contrat d’exclusivité avec Slayed.com, un nouveau site exclusivement dédiée à la pornographie lesbienne fondée par le producteur de films pornographiques français Greg Lansky et appartenant au groupe Vixen Media Group (VMG). La même année, la réalisatrice Kayden Cross, trois fois lauréate du prix AVN du réalisateur(trice) de l’année, l’a mise à l’honneur dans Influence 2 : Emily Willis.
En 2022, elle remporte pour la deuxième fois consécutive le prix XBIZ de l’interprète féminine de l’année, performance inédite en quinze ans d’existence des XBIZ Awards. La même année et pour la première fois de sa carrière, elle fait partie du casting de Divinity, un film de science-fiction grand publique du réalisateur Eddie Alcazar annoncée pour 2023.

### Problèmes de santé
Le 5 février 2024, le média américain TMZ annonce qu’Emily Willis a été admise en soins intensifs dans un état critique, plongée dans le coma, après avoir été victime d’un arrêt cardiaque,. Cet accident est survenu alors qu’elle suivait une cure de désintoxication depuis 8 jours. Sa famille a indiqué dans un communiqué que cet arrêt cardiaque n’était pas dû à une overdose comme les rumeurs le suggéraient, les médecins n’ayant retrouvé aucune trace de stupéfiant dans son sang.
Alors qu'Emily était placée sous ventilation artificielle, son frère cadet à lancé une page GoFundMe afin d’aider sa famille a payer les importants frais médicaux dus a l'hospitalisation. En mai 2024, la cagnotte s’élevait à plus de 74 000 $. 
Dernièrement, son beau-père a indiqué au média TMZ qu’Emily Willis était sortie du coma, mais qu'elle reste dans un état végétatif. Il indique également qu’il y a certaines améliorations notables comme le fait d’arriver à rester éveillée, être capable de suivre les choses avec ses yeux, de sourire, et même de montrer des émotions pendant les conversations.

## Célébrité et popularité
Bien qu'elle n’ait qu’une vingtaine d’années, Emily Willis est considérée comme l’une des plus grandes stars de la pornographie mondiale et peut déjà compter sur une grande base de fans. Au mois de mai 2018, soit sept mois après avoir commencé sa carrière, Willis s'est retrouvée classée dans le Top 100 des stars du porno les plus populaires sur le site internet pornographique Pornhub se classant 92e avec près de 93 millions de vues de ses vidéos, et dès la mi-novembre, elle avait plus que doublé ce score, passant à 220 millions de vues, augmentant par la même occasion sa base d'abonnés à 182 000, la classant 11e. Grâce à cela, elle est la plus jeune interprète dans le Top 25 des modèles répertoriés sur le site pornographique Pornhub. En 2022, elle comptabilise plus de deux millions d’abonnés sur Instagram, plus de 940 000 sur Twitter et plus de 605 000 sur le réseau social érotique OnlyFans.
Selon de nombreuses personnalités de l’industrie, Emily Willis est décrite comme étant une interprète incarnant une puissante combinaison d’apparence, de personnalité, de prouesses, de performances et de commercialisation. Sam Phillips, directeur de production de Penthouse Media et également responsable des Penthouse Pets a déclaré aimer travailler avec elle, la qualifiant d’« exemple » pour les autres modèles. Le président de Motley Models, Dave Rock déclare à son sujet : « L'énergie d'Emily est toujours si positive. C'est rafraîchissant d'avoir quelqu'un comme ça qui a tant de succès ». Jules Jordan, acteur/réalisateur dis d’elle : « Emily a autant la capacité de jouer le rôle d'une innocente que de quelqu’un de grossier et vulgaire. Ce sont deux traits qui lui donnent le pouvoir d'une véritable star. Elle est certainement l'une de mes préférées ». La productrice et réalisatrice du studio Vixen, Julia Grandi se souvient après avoir rencontré Willis pour la première fois en décembre 2018 à l’occasion d’un tournage pour Vixen dans les Caraïbes : « C'est une travailleuse acharnée avec une personnalité incroyable, une humeur joyeuse et une sexualité de premier ordre. C'est tout ce que je pense, et ce, depuis ma première rencontre avec elle ». A l’occasion du titre de « Girl Of The Month » de Willis pour Girlsway, Bree Mills, réalisatrice et responsable de la production du studio déclare : « Emily Willis est de loin l'une des starlettes les plus brillantes de l'industrie en ce moment et l'une des interprètes les plus populaires sur Girlsway depuis ses débuts en juillet 2018 ». Francesca Le, membre de l’AVN Hall Of Fame et réalisatrice pour Evil Angel à expliquer : « Lorsque nous avons tourné pour la première fois avec Emily, nous savions qu'elle allait être une star... Elle aime le sexe. Elle ne se contente pas de faire semblant. Elle fait des scènes incroyables et c'est un plaisir de la filmer ».
En 2020, la marque de sex-toy masculin Fleshlight sort un modèle de masturbateur pour homme à son effigie.
C’est une interprète de genre multiple, s’illustrant dans presque toutes les catégories de la pornographie comme le BDSM, l’interracial, la pornographie lesbienne (catégorie pour laquelle elle a reçu certains prix), entre autres.

## Polémiques
Le mardi 12 octobre 2021, Emily Willis porte plainte pour diffamation contre ses collègues et actrices pornographiques Gianna Dior et Adria Rae, en les accusant d’avoir publié « de manière imprudente et malveillante » de fausses informations à son encontre sur leur compte Twitter respectifs. Le procès, déposé devant la cour supérieur de Los Angeles, allègue que les tweets en question étaient « destiné à nuire directement à la réputation professionnelle, aux commerces et aux affaires d’Emily Willis » et que Gianna Dior et Adria Rae, ainsi que dix autres accusés également nommés dans le procès, ont agi « de manière délibérée, malveillante, oppressive et méprisable en toute connaissance de cause des effets néfastes de leurs actions » pour attaquer Emily Willis,.
L’origine du problème remonte au 27 août de cette année-là, lorsque Gianna Dior a commencé à attaquer Emily Willis sur Twitter en insinuant que l’artiste avait participé à une vidéo dans laquelle elle aurait eu des relations sexuelles avec un chien dans une affaire présumée de zoophilie. Plus tard, en septembre, Emily Willis a affirmé que Adria Rae avait rejoint la diffamation présumée après avoir confronté Gianna Dior de l’avoir accusée dans un tweet du 22 septembre. Emily Willis a demandé au parquet une amende de 5 millions de dollars pour dommages professionnels et personnels, ainsi que pour atteinte à sa réputation,,.

## Nominations et récompenses

### Nominations
| Année | AVN | XBIZ | XRCO |
| ----- | --- | --- | --- |
| 2019  | - Best New Starlet - Best Oral Sex Scene | - Best New Starlet | - New Starlet |
| 2020  | - Best Anal Sex Scene - Best Foreign-Shot Group Sex Scene - Best Girl/Girl Sex Scene - Best Group Sex Scene - Best Star Showcase - Best Three-Way Sex Scene-B/B/G - Female Performer Of The Year | - Performer Showcase Of The Year - Female Performer Of The Year - Best Sex Scene - Erotic Themed - Best Sex Scene - Vignette - Best Sex Scene - All-Sex - Best Sex Scene - Taboo-Themed - Best Sex Scene - All-Girl | - Female Performer Of The Year - Orgasmic Analist Of The Year - Star Showcase - Superslut Of The Year - Teen Dream |
| 2021  | - Best Anal Sex Scene - Best Blowbang Scene - Best Directive - Non-Narrative Production - Best Double-Penetration Sex Scene - Best Foreign-Shot Group Sex Scene - Best Girl/Girl Sex Scene - Best POV Sex Scene - Best Solo/Tease Performance - Best Star Showcase - Best Three-Way Sex Scene - B/B/G - Best Three-Way Sex Scene - G/G/B - Female Performer Of The Year - Mainstream Venture Of The Year - Best Actress - Featurette - Best All-Girl Group Sex Scene | - Gonzo Movie Of The Year - Female Performer Of The Year - Best Sex Scene - Vignette - Best Sex Scene - Gonzo - Best Sex Scene - All-Girl                                                                           | - Best Realese - Personal Favorite - Female Performer Of The Year - Star Showcase                                  |
| 2022  | - Best Anal Sexe Scene - Best Art Direction - Best Boy/Girl Sex Scene - Best Double-Penetration Sex Scene - Best Gang-Bang Scene - Best Girl/Girl Sex Scene - Best International Group Sex Scene - Best Leading Actress - Best Lesbian Group Sex Scene - Best Trans Group Sex Scene - Female Performer Of The Year - Mark Stone Award for Outstanding Comedy | - Performer Showcase Of The Year - Female Performer Of The Year - Best Sex Scene - Performer Showcase - Best Sex Scene - Gonzo - Best Sex Scene - All-Girl                                                          | - Best Actress - Female Performer Of The Year - Star Showcase - Superslut - Awesome Analist                        |
| 2023  | - Best Double-Penetration sex scene (avec Oliver Flynn et Mick Blue) - Best International Group Sex Scene (avec Anissa Kate, Cherry Kiss, Cléa Gautier, Carollina Cherry, Clara Mia et Marcello Bravo) - Best Leading Actress - Best Three-Way Sex Scene - F/F/M (avec Kenna James et Dante Colle) - Mainstream Venture Of the Year (avec Maitland Ward et Gianna Dior)                                                                                              | - Interprète féminine de l’année - Best Sex Scene-Feature movie pour One Night In Los Angeles de Dorcel | |

### Récompenses
| Année | AVN | XBIZ                                                                 | XRCO                                             |
| ----- | --- | -------------------------------------------------------------------- | ------------------------------------------------ |
| 2020  | - Best Anal Sex Scene (avec Ramon Nomar) | - Best Sex Scene - Vignette (avec Jane Wils & Prince Yahshua)        | --                                               |
| 2021  | - Best Blowbang Scene - Best Double-Penetration Sex Scene - Best Girl/Girl Sex Scene (avec Elsa Jean) - Best POV Sex Scene (avec Mick Blue) - Best Star Showcase - Best Three-Way Sex Scene - B/B/G (avec Prince yahshua & Rob Piper) - Female Performer Of The Year - Mainstream Venture Of The Year - Best All-Girl Group Sex Scene (avec Riley Reid & Kristen Scott pour Paranormal) | - Female Performer Of The Year                                       | - Female Performer Of The Year                   |
| 2022  | - Best Boy/Girl Sex Scene (avec Vanna Bardot) - Best Gang-Bang Scene - Best Lesbian Group Sex Scene | - Female Performer Of The Year - Best Sex Scene - Performer Showcase | - Female Performer Of The Year - Awesome Analist |